# Христовка (Полтавская область)
Хри́стовка (укр. Христівка) — село,
Жоржевский сельский совет,
Шишацкий район,
Полтавская область,
Украина.
Код КОАТУУ — 5325782005. Население по переписи 2001 года составляло 122 человека.

## Географическое положение
Село Христовка находится на одном из истоков реки Голтва,
в 0,5 км от села Жоржевка.
По селу протекает пересыхающий ручей с запрудой.

## Известные уроженцы
- Седляр, Василий Теофанович (1899—1937) — украинский художник-монументалист, график и иллюстратор.